# Acacia ampeloclada
Acacia ampeloclada é uma espécie de leguminosa do gênero Acacia, pertencente à família Fabaceae.